# Pseudopallene circularis
Pseudopallene circularis is een zeespin uit de familie Callipallenidae. De soort behoort tot het geslacht Pseudopallene. Pseudopallene circularis werd in 1842 voor het eerst wetenschappelijk beschreven door Goodsir. 